# Dorfkirche Dorf Zechlin

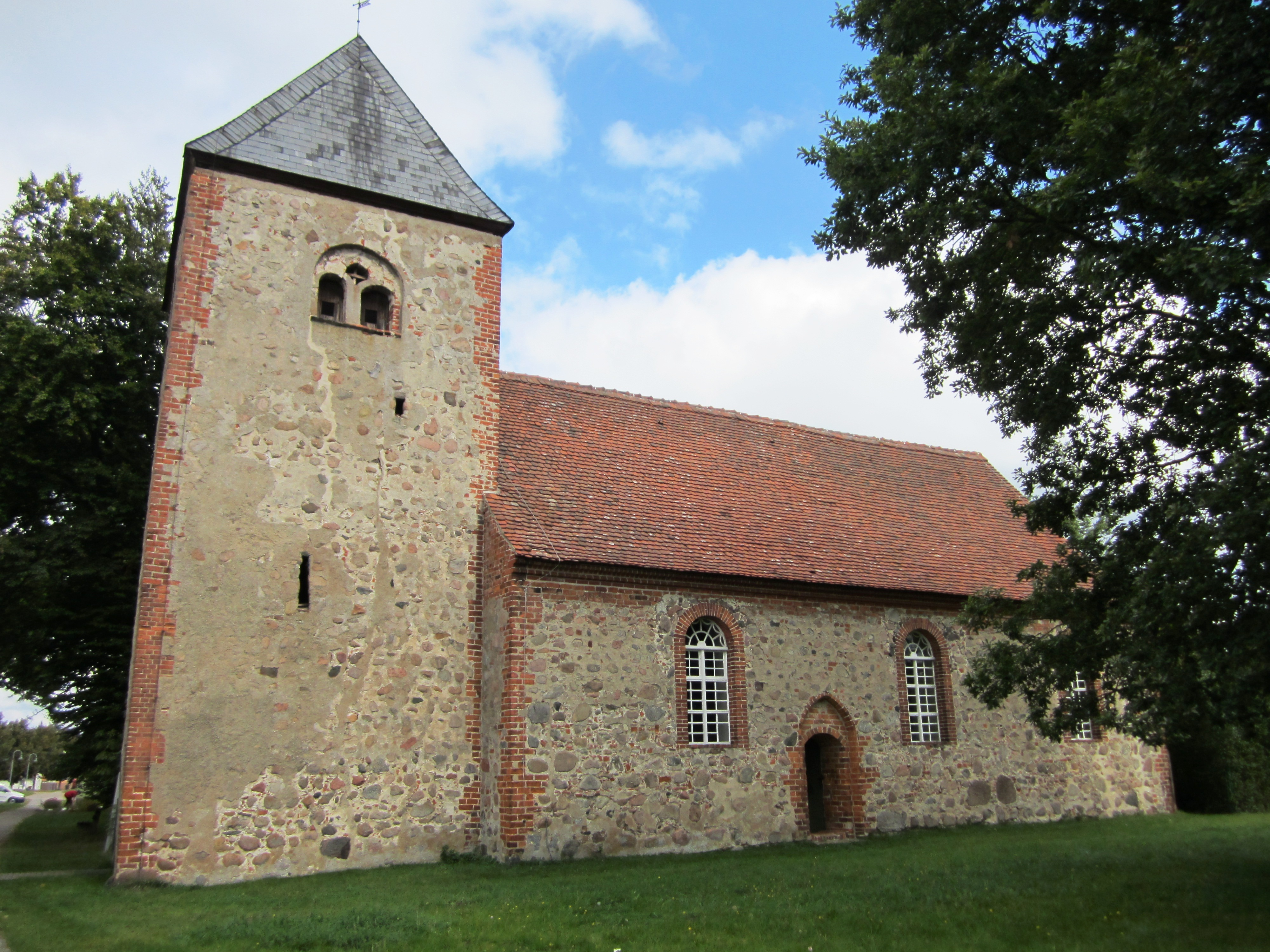
Dorfkirche Dorf Zechlin

Die evangelische, denkmalgeschützte Dorfkirche Dorf Zechlin steht in Dorf Zechlin, einem Ortsteil der Stadt Rheinsberg im Landkreis Ostprignitz-Ruppin von Brandenburg. Die Kirchengemeinde gehört zum Pfarrbereich Zühlen-Zechliner Land im Kirchenkreis Wittstock-Ruppin der Evangelischen Kirche Berlin-Brandenburg-schlesische Oberlausitz.

## Beschreibung

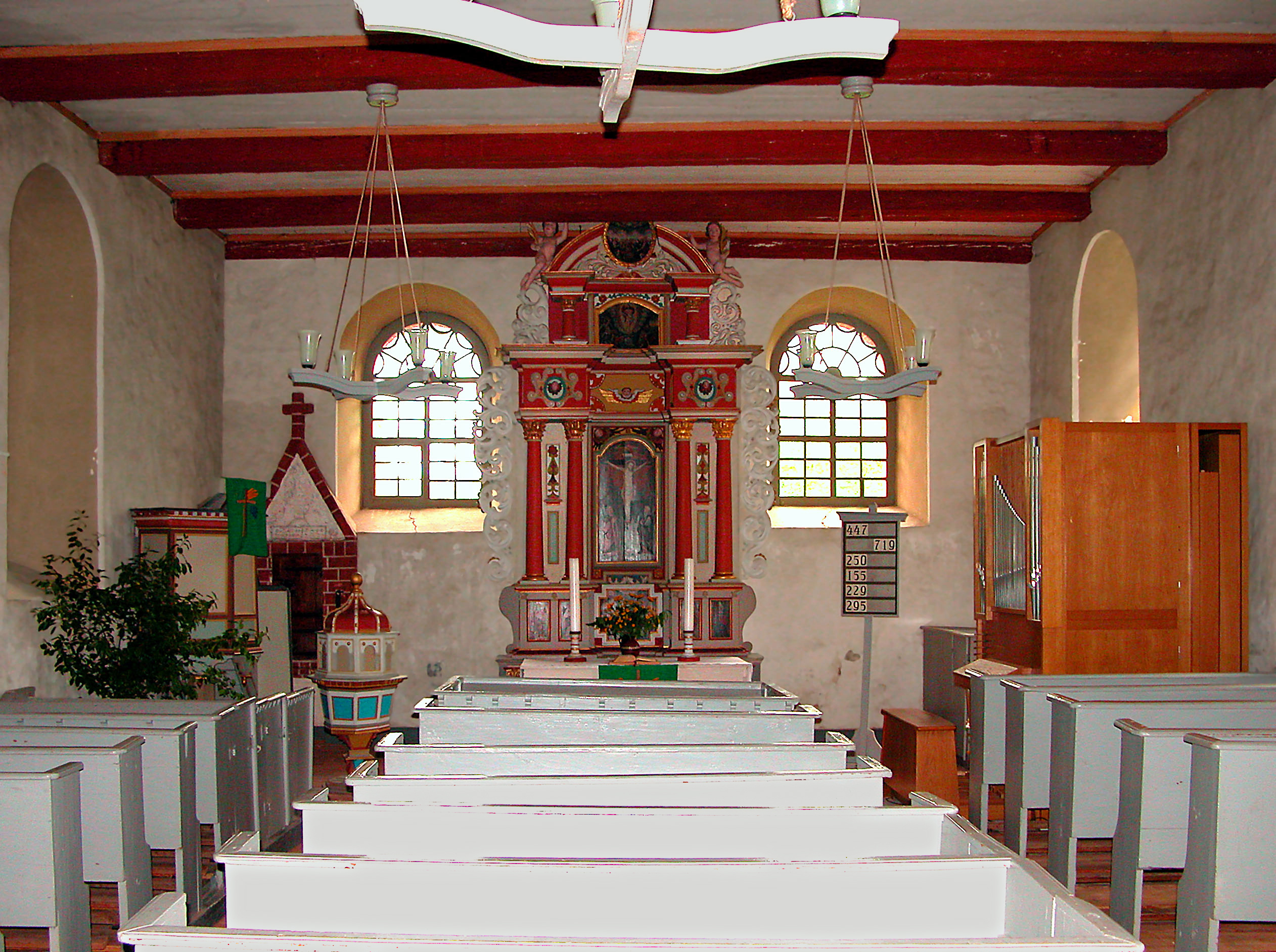
Inneres mit Blick zum Altar, links Kanzel, Sakramentshaus und Taufe, rechts die Sauer-Orgel von 1981

Die Saalkirche wurde 1549 überwiegend aus Feldsteinen erbaut. Der Kirchturm auf quadratischem Grundriss im Westen ist mit einem schiefergedeckten Pyramidendach bedeckt. Das oberste Geschoss beherbergt hinter den als Biforien gestalteten Klangarkaden den Glockenstuhl. Die Bogenfenster des Langhauses mit Gewänden aus Backsteinen entstanden erst 1827. 
Zur Kirchenausstattung des Innenraums gehören das Altarretabel von 1722, das Darstellungen vom Abendmahl, von der Kreuzigung, von der Auferstehung und von der Himmelfahrt zeigt, eine hölzerne Kanzel, ein Taufbecken, beide aus der Mitte des 17. Jahrhunderts, und ein Sakramentshaus aus Backstein.

## Orgeln

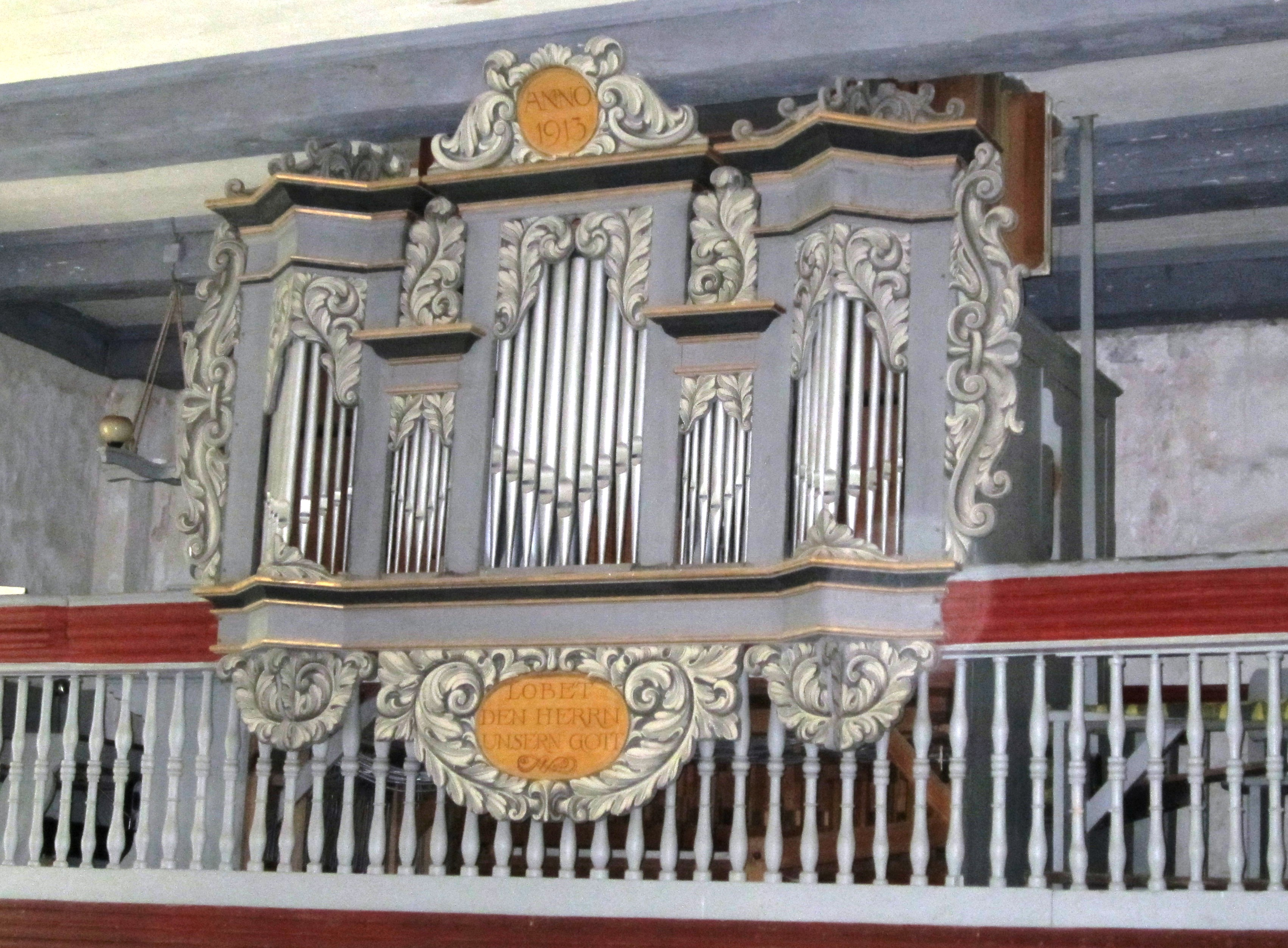
Die Schuke-Orgel von 1913 auf der Empore

In der Kirche befinden sich zwei Orgeln: Auf der Westempore steht eine 1913 von Alexander Schuke, Potsdam, gelieferte Orgel (Opus 87), die in mehreren Etappen zwischen 1951 und 1977 von Karl Hermann aus Wittstock/Dosse instand gesetzt wurde; dabei wurde ein Register ausgetauscht. Die Disposition lautet wie folgt:
| I Manual C–f3 |              |    |
| 1.            | Principal    | 8′ |
| 2.            | Concertflöte | 8′ |
| 3.            | Octave       | 4′ |

| II Manual C–f3 |           |    |
| 4.             | Gedackt   | 8′ |
| 5.             | Waldflöte | 2′ |

| Pedal C–d1 |         |     |
| 6.         | Subbass | 16′ |

- Koppeln: II/I, I/P, II/P
- Traktur: pneumatische Kegelladen

Anmerkungen
1. ↑  Ursprünglich Salicional 8′

1981 wurde an der Nordwand der Kirche rechts des Altars eine Orgel (Opus 2129) von W. Sauer Orgelbau Frankfurt (Oder) aufgestellt. Dieses Instrument wurde 2001 von Hartmut Grosch aus Rheinsberg überholt; die Disposition lautet:
| I Manual C–f3 |                |               |
| 1.            | Holzgedackt    | 8′            |
| 2.            | Principal      | 4′ (Prospekt) |
| 3.            | Rohrflöte      | 4′            |
| 4.            | Waldflöte      | 2′            |
| 5.            | Quinte         | 1 ⁄3′         |
| 6.            | Terzflöte      | 4⁄5′          |
| 7.            | Scharff III–IV | 1′            |

| Pedal C–d1 |        |     |
| 8.         | Pommer | 16′ |

- Koppeln: I/P
- Traktur: mechanische Schleifladen